# USNS Sisler (T-AKR-311)
USNS «Сіслер» (T-AKR-311) (англ. USNS Sisler (T-AKR-311) — допоміжне вантажне судно-ролкер типу «Ватсон» у класі LMSR, що підпорядковується Командуванню морських перевезень ВМС США.
На борту судна одночасно може розташовуватись для перевезення морем до 900 одиниць військової техніки, зокрема танків та бойових машин піхоти.